# Võru (Landgemeinde)
Die Landgemeinde Võru (deutsch: Werro) liegt in einem Radius von 15 km um die estnische Stadt Võru herum. Sie hat eine Fläche von 952,3 km² und 10.290 Einwohner (Stand: 1. Januar 2025).

## Gliederung
Die Landgemeinde umfasst die Dörfer Hannuste, Juba, Kasaritsa, Kirumpää, Kolepi, Koloreino, Kose, Kusma, Kärnamäe, Käätso, Lapi, Lompka, Loosu, Meegomäe, Meeliku, Mõisamäe, Mõksi, Navi, Nooska, Palometsa, Parksepa, Puiga, Raiste, Raudsepa, Roosisaare, Räpo, Sika, Tagaküla, Tootsi, Umbsaare, Väimela, Vagula, Vana-Nursi, Verijärve, Võlsi, Võrumõisa, Võrusoo und Väiso. Das Verwaltungszentrum befindet sich in der Stadt Võru.

## Kultur und Sehenswürdigkeiten
Für Naturtouristen interessant sind die Seen Navi, Alajärv und Mäejärv bei Väimela. Sehenswert ist das dortige zweigeschossige Gutshaus (erbaut 1870–75) im Barockstil. Es brannte während des Ersten Weltkrieges ab, wurde aber 1923–25 originalgetreu wiederhergestellt.
Denkmal für Friedrich Reinhold Kreutzwald steht im Kreutzwald-Park.